# Grablegung Jesu (Chevaigné)

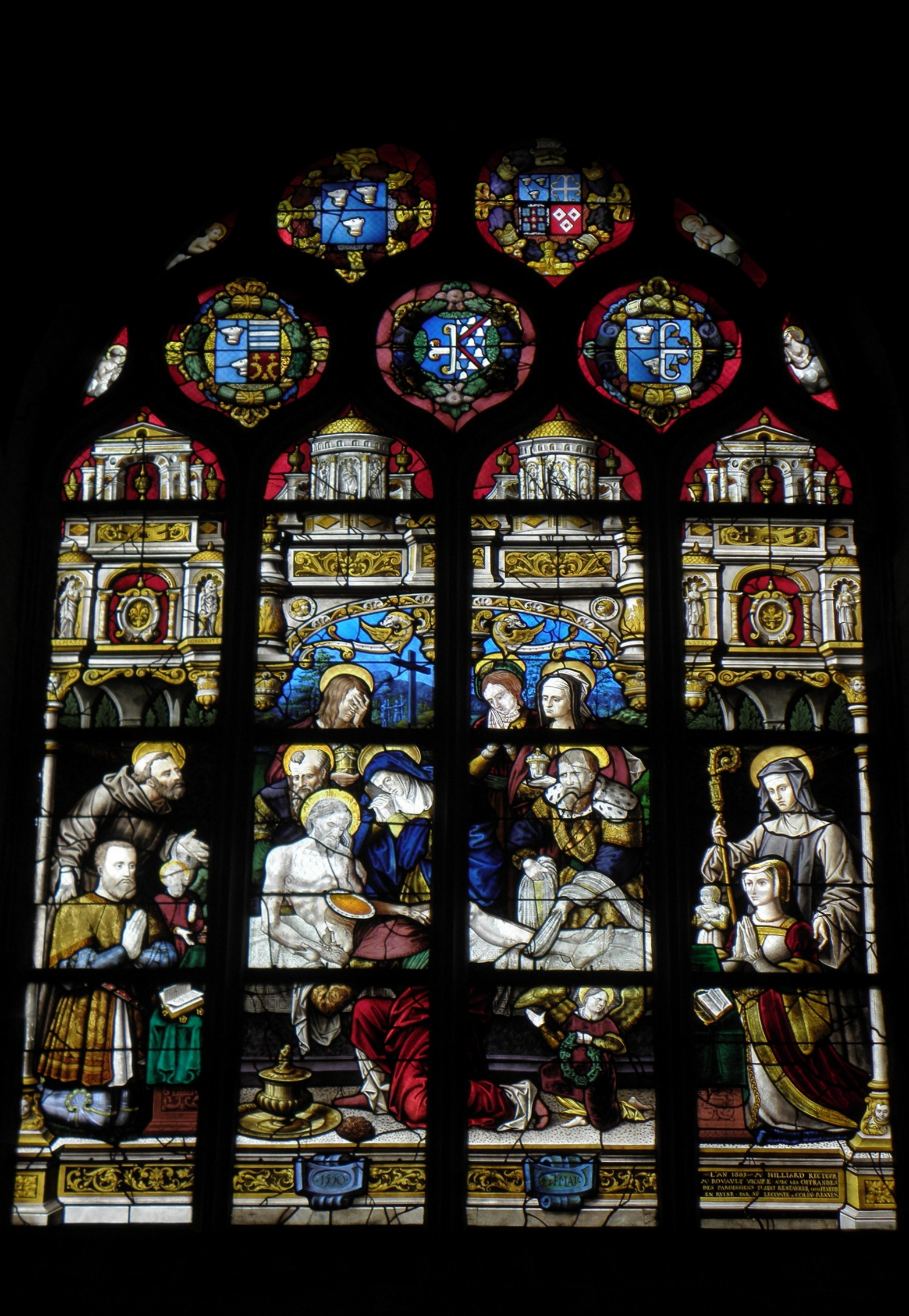
Fenster Grablegung Jesu in Chevaigné

Das Fenster Grablegung Jesu in der katholischen Pfarrkirche St-Pierre in Chevaigné, einer französischen Gemeinde im Département Ille-et-Vilaine in der Region Bretagne, wurde 1550 geschaffen. Das Bleiglasfenster wurde 1906 als Monument historique in die Liste der geschützten Objekte (Base Palissy) in Frankreich aufgenommen.
Das zentrale Fenster im Chor stammt aus einer unbekannten Werkstatt. Es stellt die Grablegung Jesu dar. Um den Leichnam Jesu sind Maria, Johannes und Josef von Arimathäa versammelt. Josef bat nach der Kreuzigung Jesu laut Bericht des Neuen Testaments den römischen Statthalter Pontius Pilatus um den Leichnam Jesu, um ihn in sein eigentlich für sich selbst bestimmtes Felsengrab zu legen (Mt 27,57–60 ; Mk 15,43–46 ; Lk 23,50–54 ; Joh 19,38–42 ).
Das Fenster wurde von François Thierry, Grundherr von Boisorcan und La Rivaudière, und seiner Frau Françoise du Puy du Fou gestiftet. Sie werden links und rechts von der Hauptszene kniend mit ihren Namenspatronen dargestellt. Im Maßwerk sind die Allianzwappen der Stifterfamilie zu sehen.
Das Fenster wurde 1883 vom Atelier Lecomte et Colin in Rennes und um 1910/15 von Auguste Alleaume (1854–1940) restauriert.

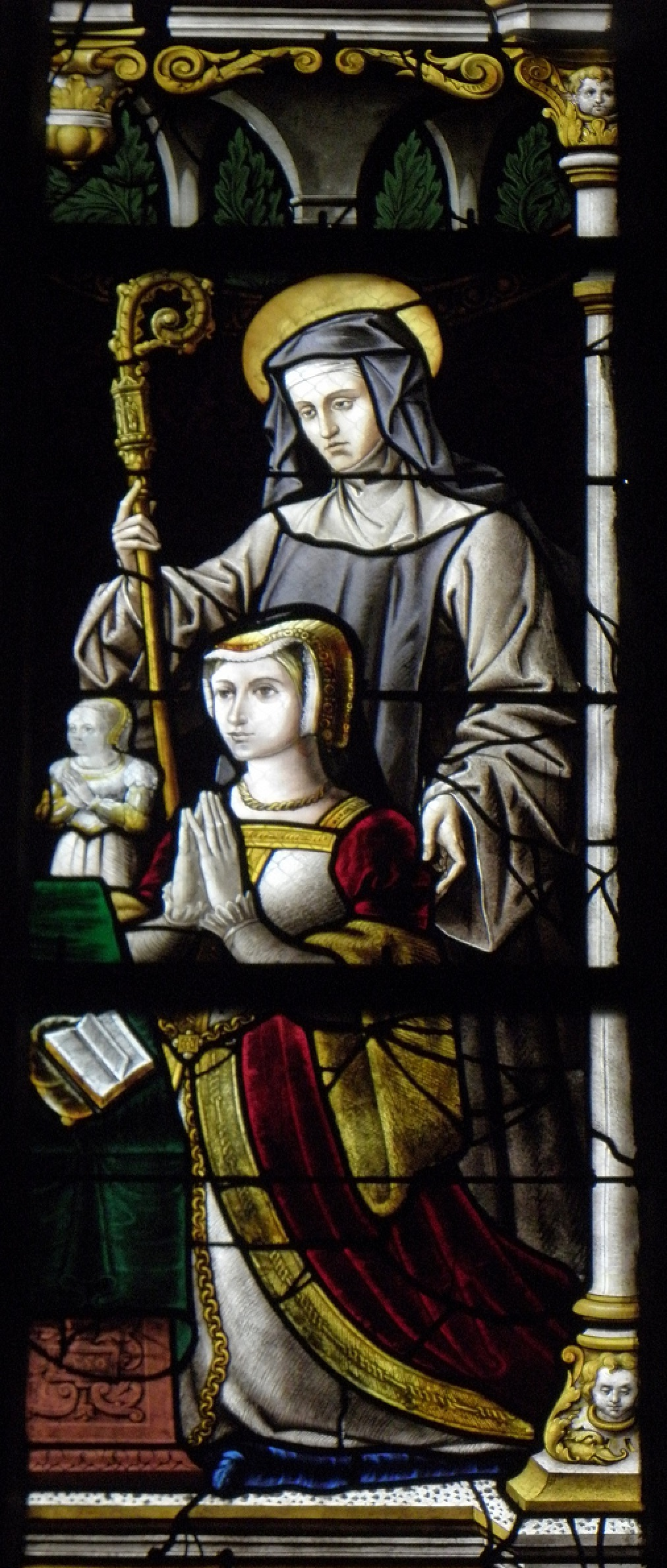
Françoise du Puy du Fou mit Tochter und der heiligen Franziska von Rom
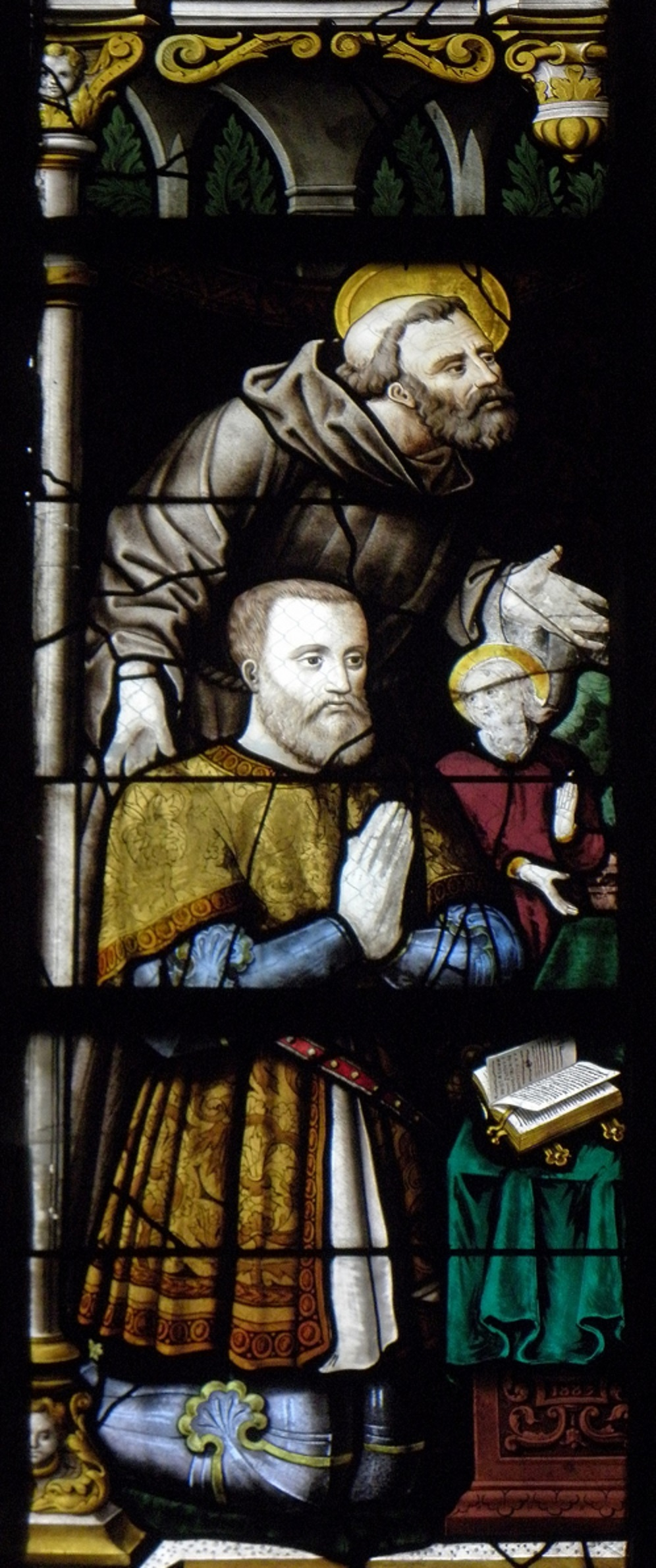
François Thierry mit dem heiligen Franz von Assisi
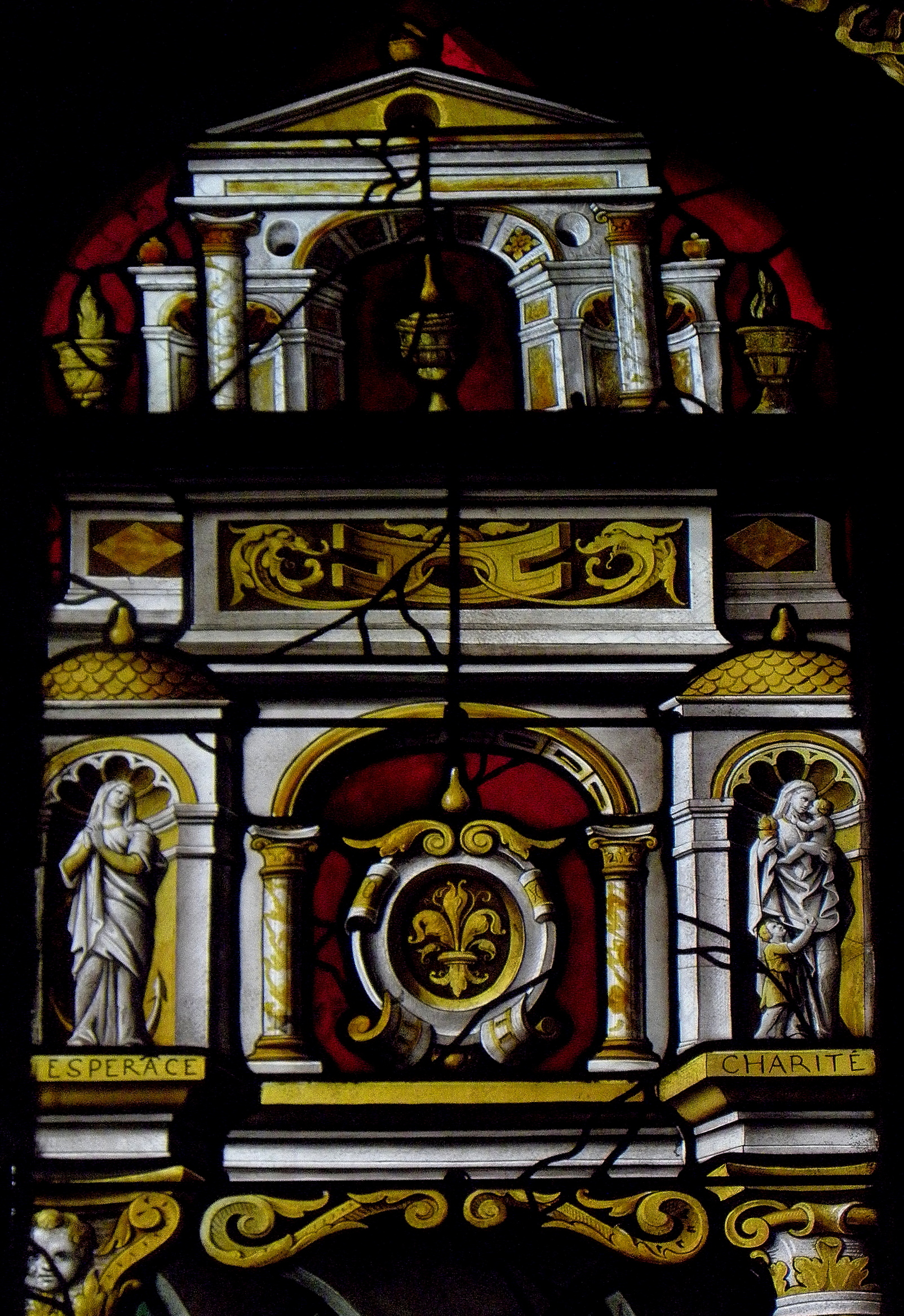
Darstellung der Tugenden: Hoffnung (espérance) und Liebe (charité)
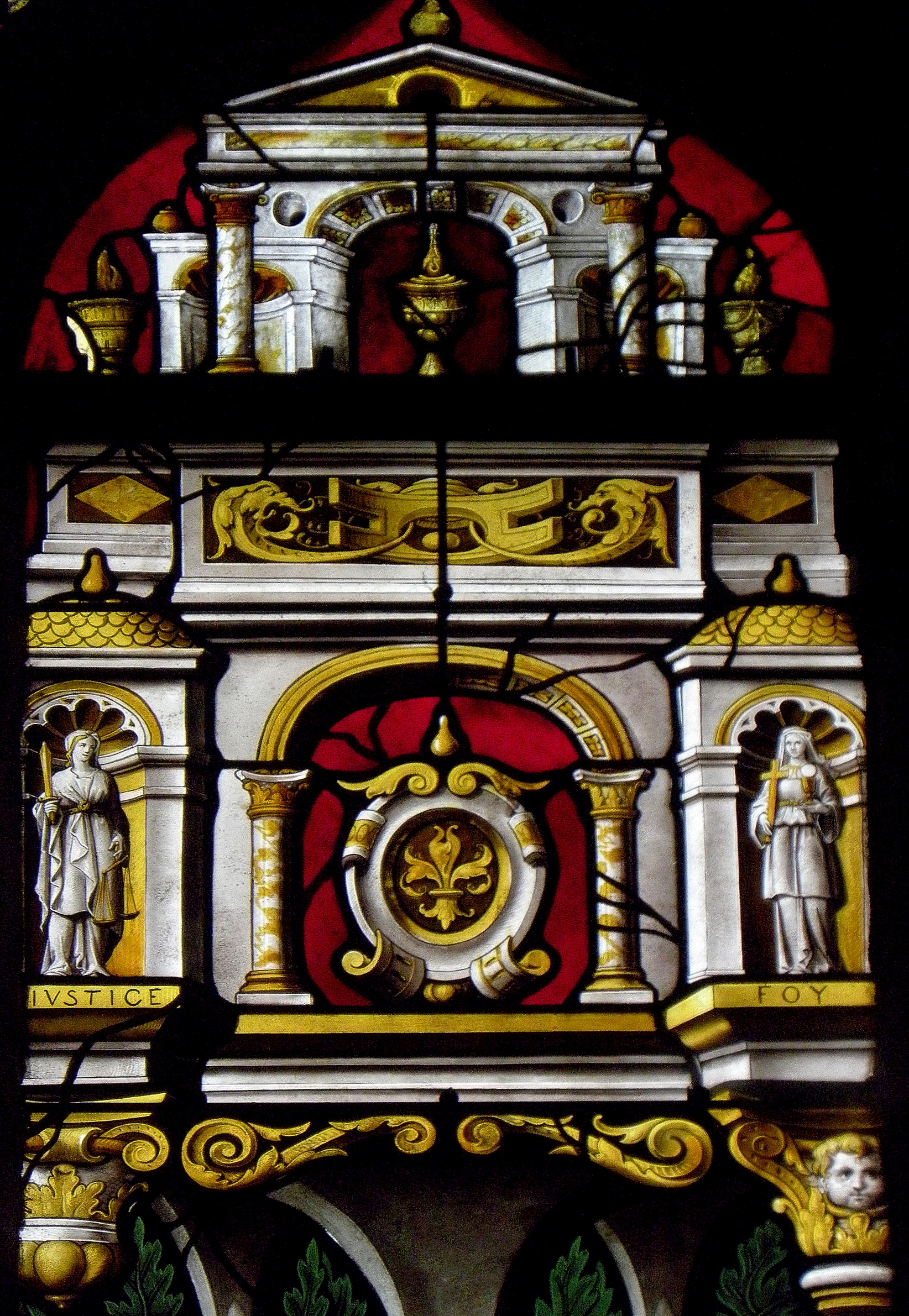
Darstellung der Tugenden: Gerechtigkeit (justice) und Glaube (foy)